# Guatteria rupestris
Guatteria rupestris är en kirimojaväxtart som beskrevs av Mello-silva och Pirani. Guatteria rupestris ingår i släktet Guatteria och familjen kirimojaväxter. Inga underarter finns listade i Catalogue of Life.